# Ennada hyadesii
Ennada hyadesii är en fjärilsart som beskrevs av Paul Mabille 1885. Ennada hyadesii ingår i släktet Ennada och familjen mätare. Inga underarter finns listade i Catalogue of Life.